# Жорж Саньяк
 Жорж Саньяк  (фр. Georges Sagnac, 14 жовтня 1869 — 26 лютого 1928) — французький фізик, що залишив своє ім'я в назві Ефект Саньяка. Це явище лежить в основі сучасних поглядів на інтерферометрію. На його основі сьогодні працюють сучасні кільцевий лазерний гіроскоп, розроблені в 1970-х.

## Життя і творчість
Саньяк народився в Періге і поступив у Вищу нормальну школу в 1889 році. Ще будучи лаборантом асистентом у Сорбонні, він був одним із перших французьких фізиків, хто вивчав рентгенівські промені. Він належав до групи фізиків, що зібралася навколо П'єра та Марії Кюрі. Остання згадувала, що вона разом з чоловіком часто обмінювалися ідеями з Саньяком в часи відкриття природної радіоактивності. Саньяк помер в Медон-Бельвю.

### Ефект Саньяка
У 1913 році Жорж Саньяк показав, що якщо розділити промінь світла на два і послати їх в протилежних напрямах по замкненому шляху на платформі, що обертається навколо своєї осі разом із дзеркалами по периметру, то промені світла рекомбінують та проявляють інтерференційні ефекти. З цього результату Саньяк припустив, що світло розповсюджується незалежно від швидкості свого джерела. Рух Землі не проявляє себе на зміні швидкості світлового променя, не має значення як платформа обертається. Цей ефект розглядався раніше Харресом в 1911 році, проте Саньяк був першим, хто коректно ідентифікував причину явища.
Цей ефект у вакуумі був теоретично передбачений Максом фон Лауе в 1911 році. Він показав, що подібні ефекти сумісні з концепцією «стаціонарного ефіру» Лоренца та «релятивістською» концепцією Ейнштейна. На сьогодні вважають, що цей ефект є несумісний з «повним захватом ефіру», а також із «емісійними моделями світла», згідно з якими швидкість світла залежить від швидкості його джерела.

### Інший вклад Саньяка в фізику 20-го століття
Звичайно, Саньяк продовжував дослідження оптики рухомих матеріальних середовищ та інтерференції світла. Проте він також цікавився рентгенівськими променями та природною радіоактивністю. Він відкрив вторинне випромінювання катодними та рентгенівськими променями при їх падінні на метали. Більше того, він визначив заряд бета-частинок (електронів) радіоактивного випромінювання.